# Robert van Audenaerd
Robert van Audenaerd, né à Gand (actuelle Belgique) le 30 septembre 1663 et mort dans la même ville le 3 juin 1743, est un peintre et un graveur à l’eau-forte et au burin.

## Biographie
Son père, Pierre van Audenaerde est maître de langues et doyen du corps des instituteurs de Gand. Robert est destiné à suivre la même voie, mais il choisit la peinture. Ses premiers maîtres sont François van Cuyck van Mierliop et Jean van Cléef. À 19 ans il se rend à Tournai afin d’apprendre le français et de poursuivre sa formation artistique.
En 1685, il voyage en Italie et s’établit à Rome. Il entre dans l’atelier de Carlo Maratta où il apprend la gravure. Le cardinal Giovanni Francesco Barbarigo, évêque de Vérone, devient son mécène et lui confie les gravures allégoriques d’un ouvrage consacré à ses ancêtres, Numismata vivorum illustrium. Ses premiers imprimeurs et marchands romains sont François Collignon puis Arnold van Westerhout.
En 1723, Van Audenaerde quitte Rome et retourne à Gand. Il répond à de nombreuses commandes, peint et grave jusqu’à sa mort en 1743.

## Œuvres
Nombre de gravures réalisées à Rome le sont d'après des œuvres du peintre Carlo Maratta inspirées par des scènes bibliques : Sacrifice d’Abraham, Agar et Ismaël dans le désert, Eliezer et Rebecca, David portant la tête de Goliath, Triomphe de David, David et Bethsabée...
Il grave aussi à partir d'autres peintres : D. Zampiri (Judith montrant la tête d' Holopherne ; David dansant devant l’Arche ; Esther devant Assuérus), Raphaël (Héliodore chassé du Temple), Carracci (Nativité de la Vierge, Annonciation).

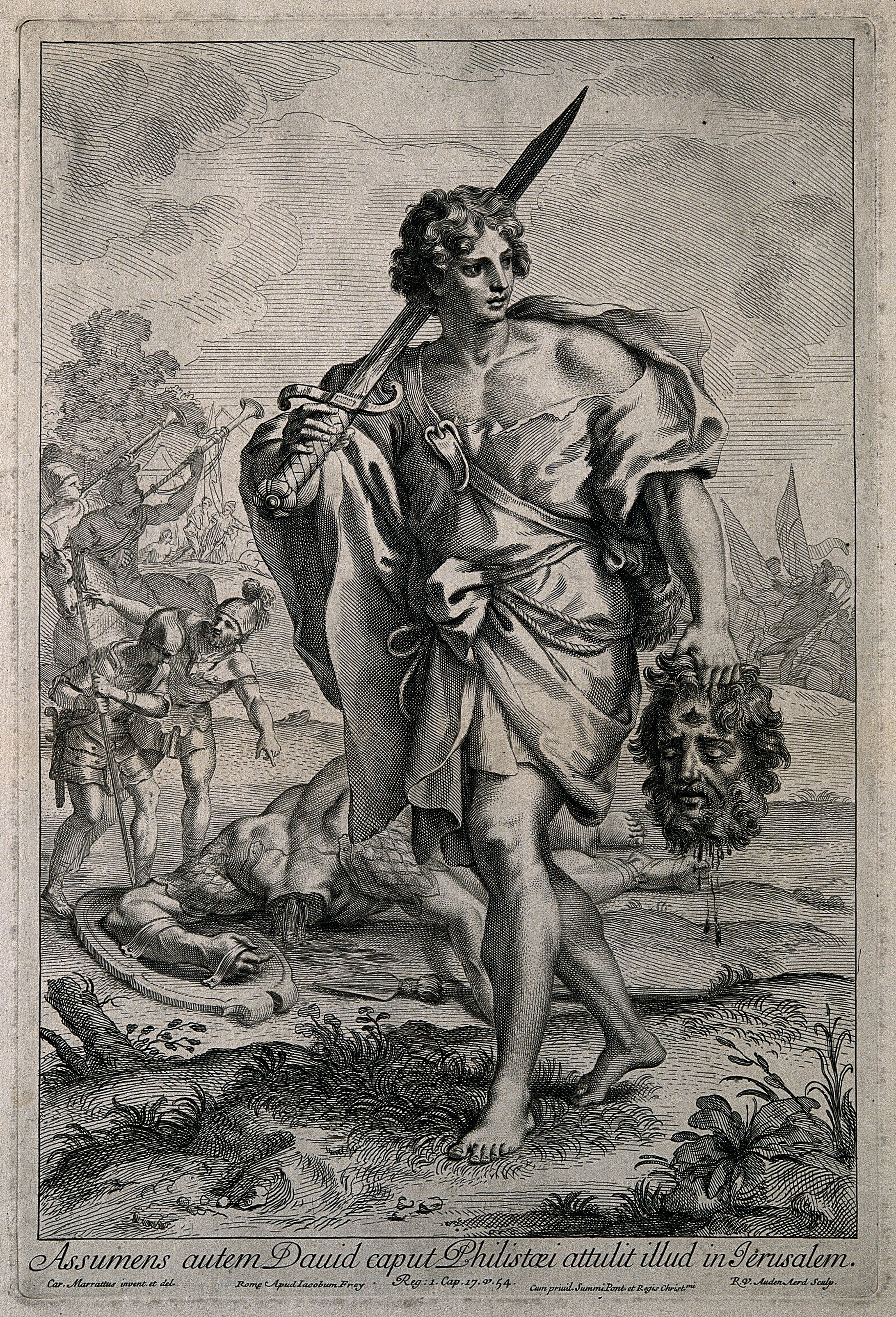
David portant la tête de Goliath d'après Carlo Maratta
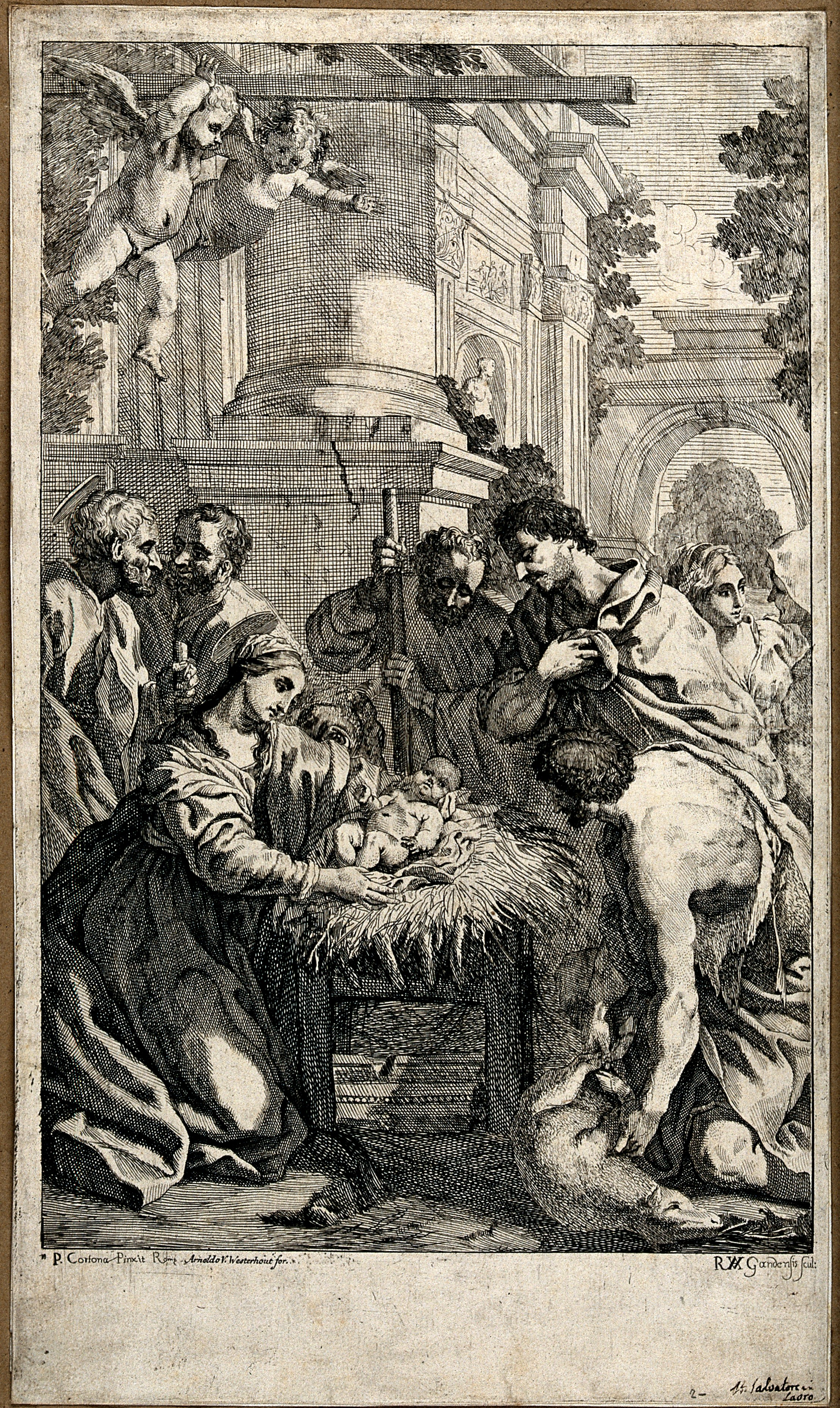
Bergers adorant le Christ enfant
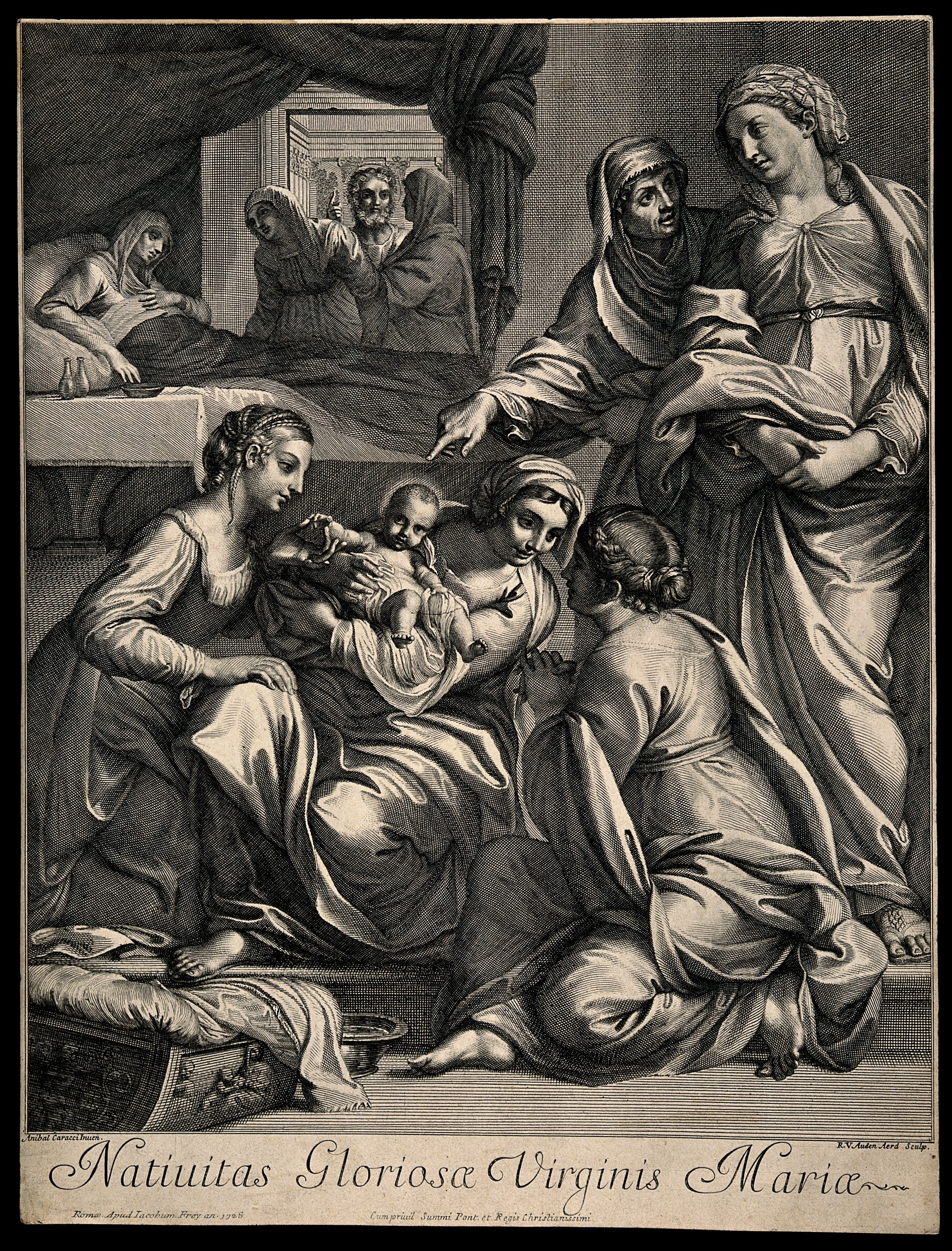
Naissance de la vierge Marie
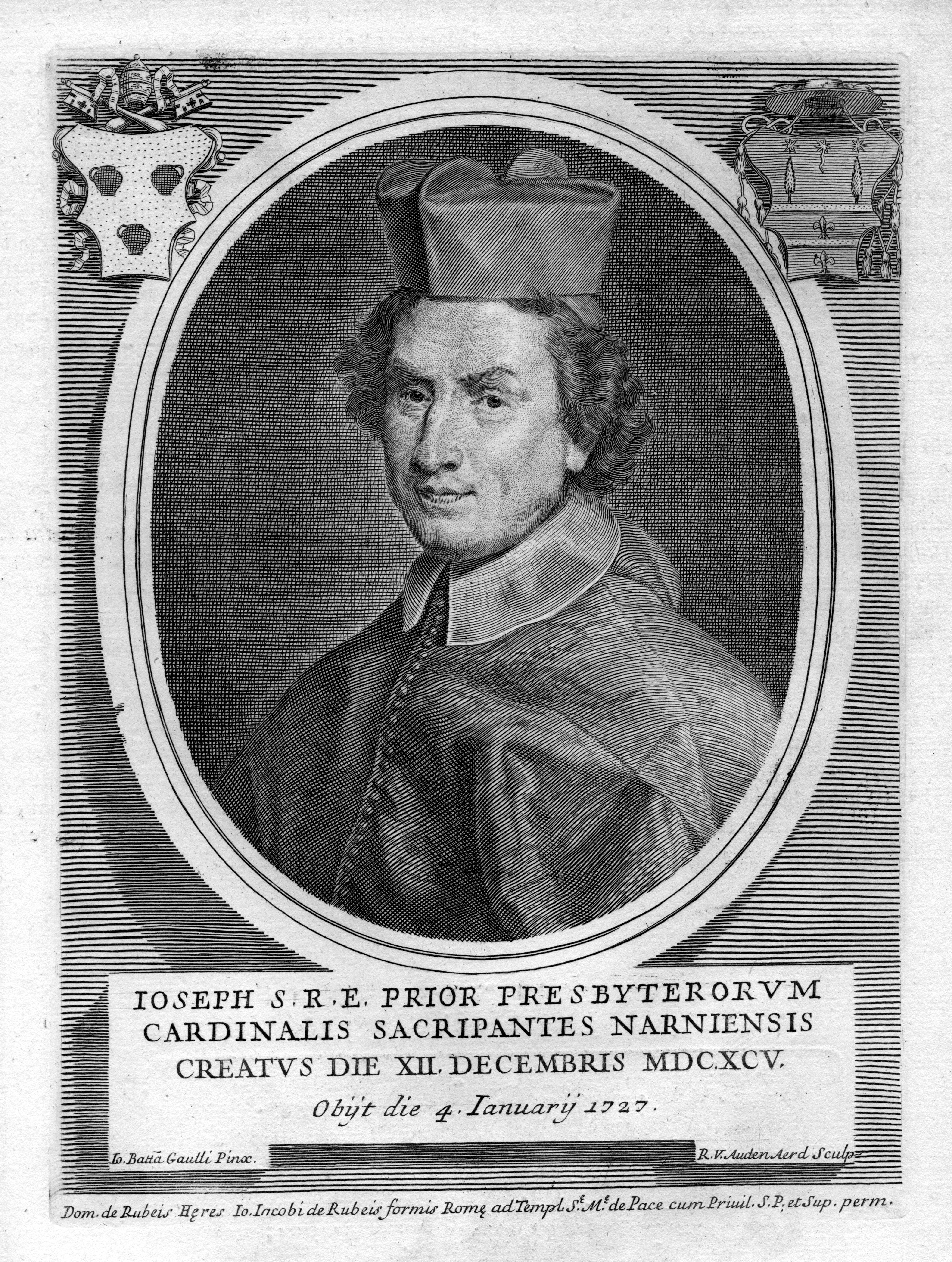
Portrait du cardinal Giuseppe Sacripante
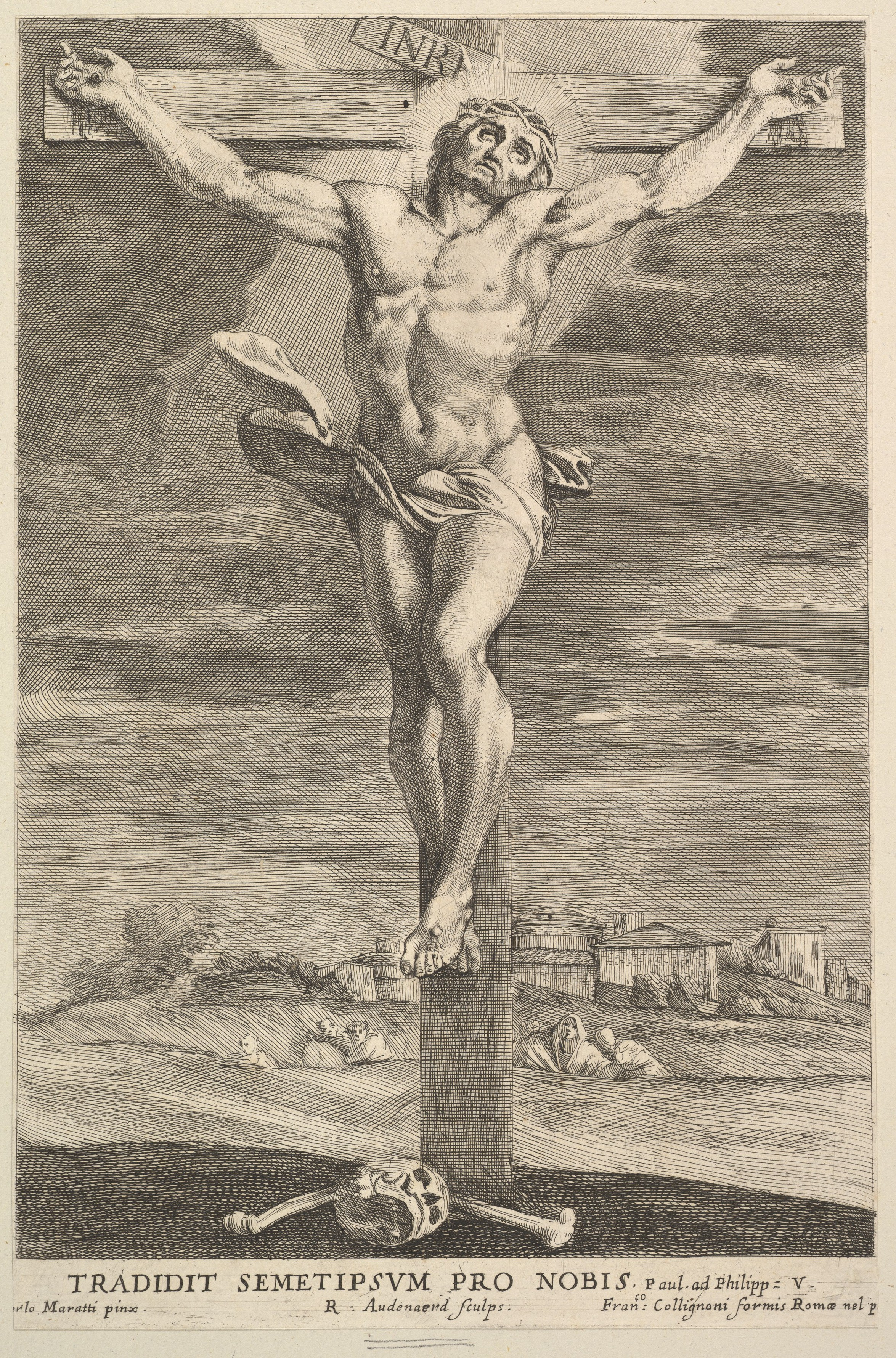
Crucifixion

L'ouvrage dont le cardinal Barbarigo a passé commande contient de très nombreuses gravures, :

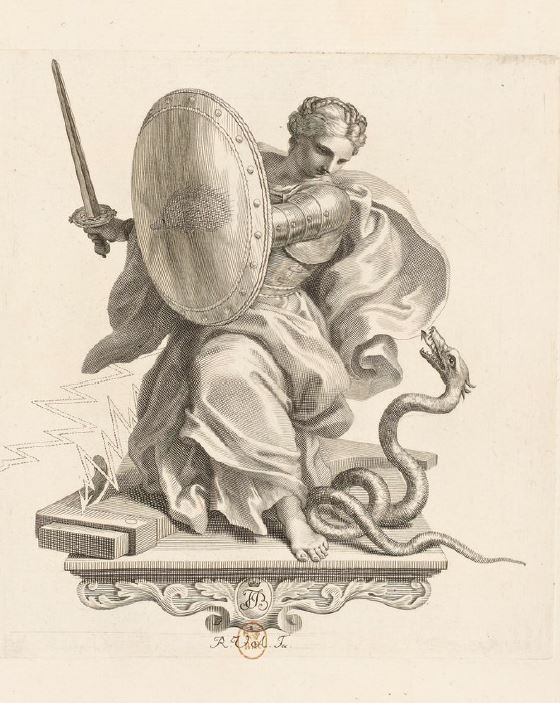
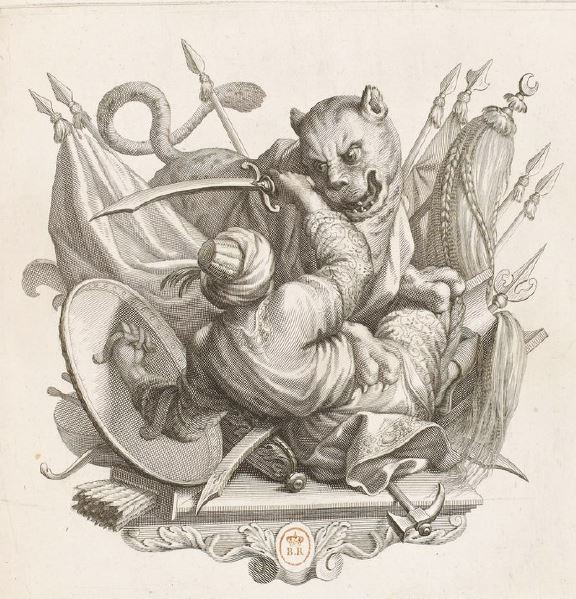
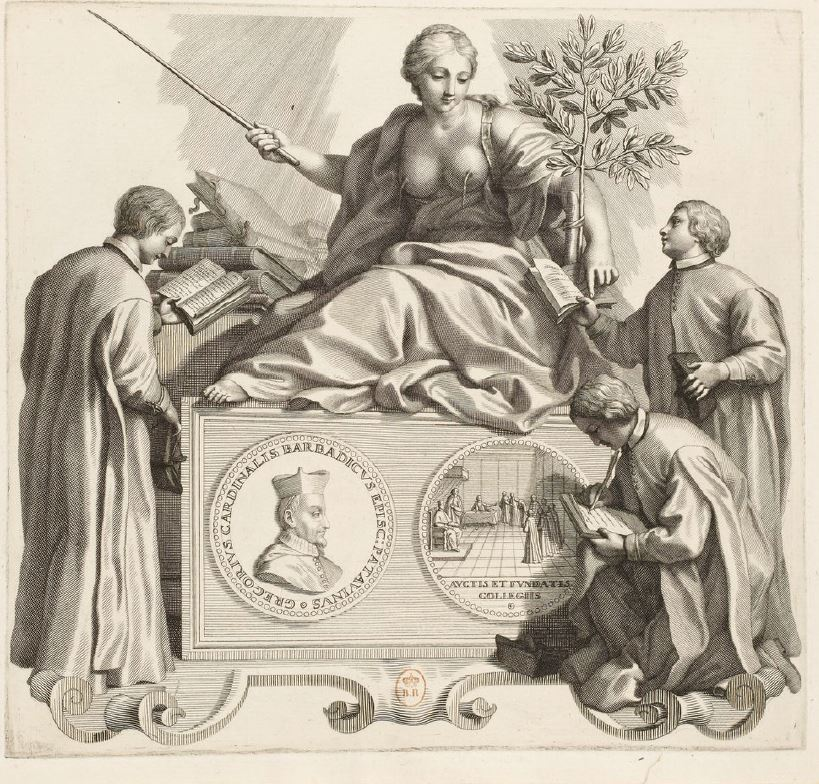
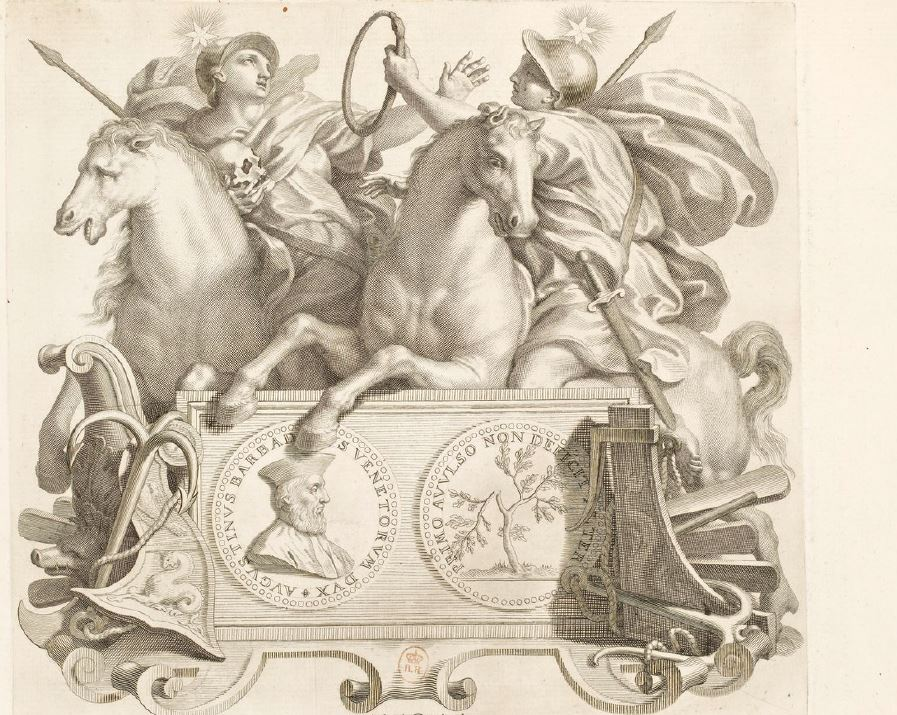
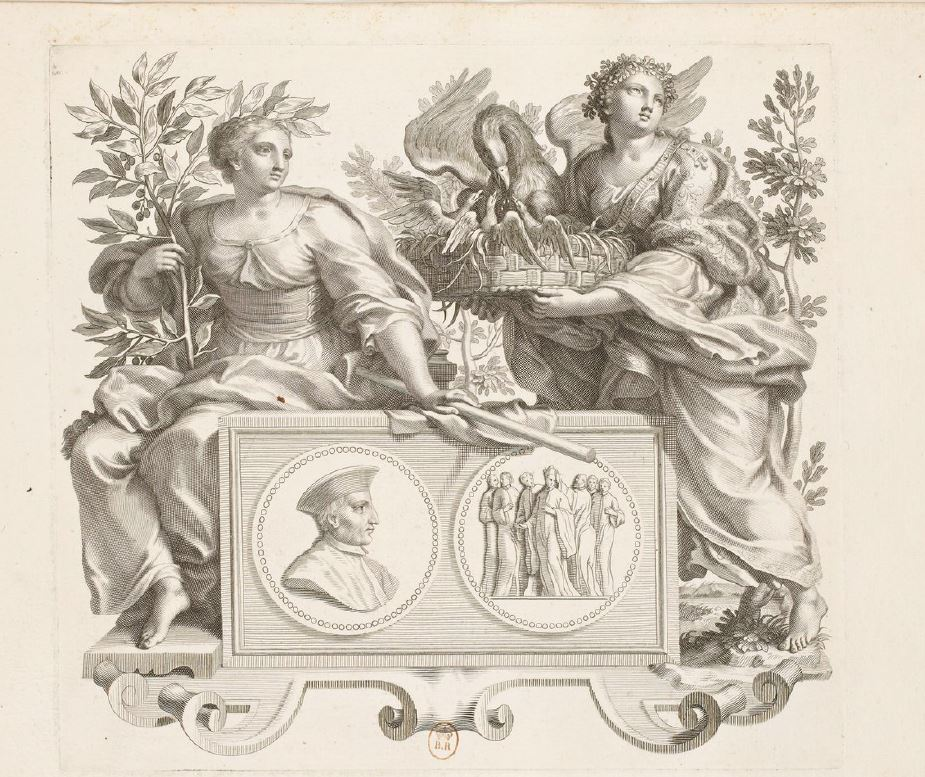